# Edward Top

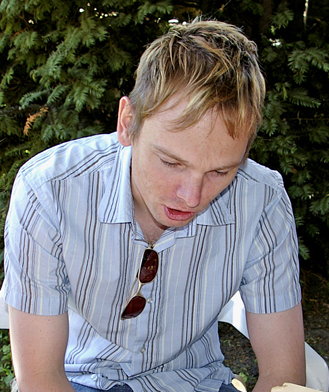

Siemon Edward Top (Ommen, 1 januari 1972) is een Nederlands componist.
Top studeerde viool (docerend musicus diploma 1997) en compositie bij Peter-Jan Wagemans aan het Rotterdams Conservatorium. Tevens volgde hij regelmatig les bij Klaas de Vries. Na voltooiing van zijn studie studeerde hij nog muziektheorie en analyse aan King's College Londen.
De meeste partituren zijn gedocumenteerd door Donemus Amsterdam.
Werk van Top was te horen en is besproken op de radio. Ook schreef hij de muziek bij een aantal korte films.

## Prijzen
- 1999: prijs voor compositie, Rotterdams Conservatorium
- 2003: Eerste Prijswinnaar van de Salvatore Martirano Memorial Composition Award Competition[3] aan de Universiteit van Illinois in de VS voor zijn 'Strijkkwartet nr.1'.
- 2004: Tijdens de Nederlandse Muziekdagen won hij de Henriëtte Bosmansprijs voor het orkestwerk 'Marble Sparks'.[4] Het werd uitgevoerd door het Radio Kamer Orkest en gedirigeerd door Peter Eötvös.

## Composities
- the Stillpoint (1995)
- the Overwhelming Blankness of the Ultimate Meaninglessness of Tragedy (1996)
- Strijkkwartet nr.1 (1998)
- Silk Execution (1999)
- Symphonie Gouden Draak (2000)
- Sonate voor viool en piano (2001)
- Pianotrio…en weende hij bitter (2001)
- Strijkkwartet no.2-Das Lied der Schwermuth (2002)
- Most Beautiful Bird of Paradise (2003)
- Marble Sparks (2004)
- 34 - Concert voor elektrische gitaar en blaasorkest (2006)
- Jimmy - opera (2007)
- Concert voor viool en twee orkesten (2007)

## Discografie
- CD: 'Rotterdam String Quartets' door Doelen Kwartet - Etcetera, KTC 1339 - waarop zes componisten bijeen zijn gebracht: Klaas de Vries, Oscar van Dillen, Bart de Kemp, Astrid Kruisselbrink, Edward Top en Hans Koolmees.

## Perspublicaties
- Groot R: Nieuw vioolconcert Edward Top is topstuk, Haarlems Dagblad, 11 december 2007
- Fiumara A: Kamerbreed theater, Trouw, 17 april, 2007